# Synkronsvømning under sommer-OL 2016 – Hold (damer)
Kvindernes hold i synkronsvømning ved sommer-OL 2016 i Rio de Janeiro blev holdt på Maria Lenk Aquatic Center i perioden 18.–19. august 2016. 

## Tidsoversigt
Alle er brasiliansk tid UTC−03:00
| Dato                    | Tid   | Runde                 |
| ----------------------- | ----- | --------------------- |
| Torsdag 18. august 2016 | 13:00 | Finale teknisk rutine |
| Fredag 19. august 2016  | 12:00 | Finale fri rutine     |

## Resultater
| Rang | Land       | Atleter | Teknisk runde | Fri runde | Total    |
| ---- | ---------- | --- | ------------- | --------- | -------- |
| 1    | Rusland    | Vlada Chigireva, Natalia Ishchenko, Svetlana Kolesnichenko, Aleksandra Patskevich, Svetlana Romashina, Alla Shishkina, Mariia Shurochkina, Gelena Topilina, Elena Prokofyeva | 97.0106       | 99.1333   | 196.1439 |
| 2    | Kina       | Gu Xiao, Guo Li, Li Xiaolu, Liang Xinping, Sun Wenyan, Tang Mengni, Yin Chengxin, Zeng Zhen, Huang Xuechen                                                                   | 95.6174       | 97.3667   | 192.9841 |
| 3    | Japan      | Aika Hakoyama, Yukiko Inui, Kei Marumo, Risako Mitsui, Kanami Nakamaki, Mai Nakamura, Kano Omata, Kurumi Yoshida, Aiko Hayashi                                               | 93.7723       | 95.4333   | 189.2056 |
| 4    | Ukraine    | Lolita Ananasova, Olena Grechykhina, Daria Iushko, Oleksandra Sabada, Kateryna Sadurska, Kseniya Sydorenko, Anastasiya Savchuk, Anna Voloshyna, Olha Zolotarova              | 93.4413       | 95.1667   | 188.6080 |
| 5    | Italien    | Elisa Bozzo, Beatrice Callegari, Camilla Cattaneo, Linda Cerruti, Manila Flamini, Francesca Deidda, Mariangela Perrupato, Sara Sgarzi, Costanza Ferro                        | 91.1142       | 92.2667   | 183.3809 |
| 6    | Brasilien  | Luisa Borges, Maria Bruno, Beatriz Feres, Branca Feres, Maria Clara Lobo, Maria Eduarda Miccuci, Lorena Molinos, Lara Teixeira, Pâmela Nogueira                              | 84.7985       | 87.2000   | 171.9985 |
| 7    | Egypten    | Leila Abdelmoez, Samia Ahmed, Nariman Aly, Nour Elayoubi, Jomana Elmaghrabi, Dara Hassanien, Salma Negmeldin, Nada Saafan, Nehal Saafan                                      | 76.9838       | 78.5667   | 155.5505 |
| 8    | Australien | Bianca Hammett, Danielle Kettlewell, Nikita Pablo, Emily Rogers, Cristina Sheehan, Rose Stackpole, Amie Thompson, Deborah Tsai, Hannah Cross                                 | 74.0667       | 75.4333   | 149.5000 |